# Bona Dussault
Pour les articles homonymes, voir Dussault.
Bona Dussault (Saint-Alban, Canada, 29 mai 1882 - Saint-Marc-des-Carrières, Canada, 29 avril 1953) est un homme politique québécois. Il a été ministre de l'Agriculture du 17 août 1936 au 25 octobre 1939 et ministre des Affaires municipales du 28 juillet 1944 au 29 avril 1953. Il a également été le député de la circonscription de Portneuf pour l'Action libérale nationale puis l'Union nationale de 1935 à 1939, puis de 1944 à 1953.

## Biographie
Bona Dussault est né à Saint-Alban, dans le comté de Portneuf, le 29 mai 1882. Il était le fils de Selim Dussault, un cultivateur, et d'Amanda Gauthier. Il étudia à l'école de sa paroisse natale jusqu'à ce qu'il commence à travailler comme marin sur des bateaux au long cours, de 1900 à 1910. Il obtint sa licence de pilote le 10 mars 1910 et travailla ensuite comme pilote maritime sur le fleuve Saint-Laurent, effectuant des trajets entre Québec et Montréal notamment pour la compagnie Furness-Wity, de 1913 à 1947.
En 1918, il fut élu maire de Saint-Marc-des-Carrières et il le restera jusqu'en 1937. Il se présente aux élections fédérales de 1935 comme candidat libéral indépendant dans Portneuf, mais sans succès. La même année, il se présente aux élections provinciales comme candidat de l'Action libérale nationale dans Portneuf et il est élu. Il rejoindra de nombreux autres collègues lors de la fusion entre l'Action libérale nationale et de l'Union nationale et se présentera sous cette bannière aux élections de 1936. Il perdra son siège lors de l'élection de 1939 mais le reprendra en 1944. 
Maurice Duplessis le nomme ministre de l'Agriculture dans son premier cabinet Duplessis. Lors du retour au pouvoir de l'Union nationale, il sera cette fois nommé à la tête du ministère des Affaires municipales, le 30 août 1944. 
Il meurt en fonction, à Saint-Marc-des-Carrières, le 29 avril 1953.
Il avait épousé à Saint-Tite, le 4 février 1913, Gabrielle Lacoursière, fille de Joseph-Antoine Lacoursière, notaire, et d'Adélaïde Charest; puis, à Saint-Marc-des-Carrières, le 11 décembre 1930, Bertha Légaré, infirmière, fille de William Légaré et de Marie Morin.

## Distinctions
- Commandeur d'office de l'Ordre national du mérite agricole (1936)